# Marta Manowska
Marta Manowska (ur. 31 marca 1984 w Siemianowicach Śląskich) – polska dziennikarka i prezenterka telewizyjna.

## Życiorys
Mieszkała w Katowicach, gdzie ukończyła tamtejsze IV Liceum Ogólnokształcące im. gen. Stanisława Maczka. Absolwentka dziennikarstwa na Uniwersytecie Śląskim w Katowicach. Studiowała też historię sztuki na Universidad de Valladolid w Hiszpanii.
Była redaktorką „Dziennika Zachodniego”. Organizowała kampanię wyborczą w Jarocinie. Wystąpiła w reklamie promującej województwo lubelskie. Pracowała w redakcji programów rozrywkowych w agencji reklamowej. Pracuje również w teatrze, ma za sobą role epizodyczne w serialach (np. Hotel 52) i teledyskach (klip do piosenki „Ocaleni” Moniki Kuszyńskiej).
Od wiosny 2013 do jesieni 2014 pracowała przy programie TVN Ugotowani, przeprowadzając castingi do reality show. Wcześniej współpracowała m.in. przy programach Lubię to! i Bitwa na głosy.
Jest prowadzącą widowiska telewizyjne TVP1 Rolnik szuka żony (od 2014) i Sanatorium miłości (od 2019). Prowadziła także Ośmiu wspaniałych (2020) w TVP1. Prowadzi też The Voice Senior (2019–2022 i od 2024) w TVP2.
Jest autorką „Nacjonalizm w Hiszpanii. Katalonia i Kraj Basków – dwie drogi do niepodległości” (e-book, ISBN 978-83-7679-025-1), „Rolnik szuka żony” (ISBN 978-83-7401-599-8) oraz współautorką „Bytomianie – ich życie i miasto” (ISBN 83-60503-02-8).

## Filmografia

### Jako aktorka
Filmy
- 2016: Dziadek jako autostopowiczka
- 2015: How Culture Works? jako narratorka prowadząca wykład
- 2009: Co mówią lekarze (film telewizyjny)

Seriale telewizyjne
- 2012: Hotel 52 jako koleżanka z ekipy (odc. 53)

Przedstawienia teatralne
- 2013: Wstydźcie się żyć!

## Jako prezenterka
Programy telewizyjne
- od 2024: Pytanie na śniadanie jako prowadząca
- od 2021: Kobiety w drodze jako prowadząca[7]
- 2020: Ośmiu wspaniałych jako prowadząca
- 2019–2022, od 2024: The Voice Senior jako współprowadząca
- od 2019: Sanatorium miłości jako prowadząca
- 2018: Big Music Quiz jako uczestniczka
- od 2014: Rolnik szuka żony jako prowadząca

## Nagrody i nominacje
| Rok  | Konkurs                                    | Kategoria             | Tytułem     | Rezultat  |
| ---- | ------------------------------------------ | --------------------- | ----------- | --------- |
| 2014 | Wiktory                                    | Odkrycie roku         | całokształt | Nominacja |
| 2015 | Plejada TOP TEN 2015                       | Debiut Roku           | całokształt | Wygrana   |
| 2017 | Telekamery 2017                            | Osobowość telewizyjna | całokształt | Nominacja |
| 2018 | Telekamery 2018                            | Osobowość telewizyjna | całokształt | Nominacja |
| 2019 | Telekamery 2019                            | Osobowość telewizyjna | całokształt | Nominacja |
| 2020 | Telekamery 2020                            | Osobowość telewizyjna | całokształt | Nominacja |
| 2020 | BohaterON 2020 im. Powstańców Warszawskich | N/A                   | całokształt | Wygrana   |